# Катастрофа Boeing 727 под Монтерреем
Катастрофа Boeing 727 под Монтерреем — крупная авиационная катастрофа пассажирского самолёта Boeing 727-64 авиакомпании Mexicana de Aviación, произошедшая в среду 4 июня 1969 года в окрестностях Монтеррея. В этой авиакатастрофе погибли 79 человек, что на то время делало её крупнейшей в Мексике.

## Самолёт
Boeing 727-64 с регистрационным номером XA-SEL (заводской — 19256, серийный — 355) свой первый полёт совершил 6 января 1967 года, а 17 января был передан заказчику — мексиканской авиакомпании Mexicana de Aviación (коротко — Mexicana), где также получил имя Azteca de Oro. Был оснащён тремя турбовентиляторными (двухконтурными) двигателями Pratt & Whitney JT8D-7B.

## Экипаж
- Командир воздушного судна — Гильермо Гарсия Рамос (исп. Guillermo García Ramos). Ветеран Второй мировой войны, где служил в известной 201-й истребительной эскадрилье (Эскадрон 201), действовавшей на Тихоокеанском театре. После ухода из военной авиации начал работать в авиакомпании Mexicana. Считался очень опытным пилотом, так как его стаж составлял 25 лет и он налетал более 15 000 часов[3].

## Катастрофа
Самолёт выполнял короткий внутренний пассажирский рейс MX-704 из Мехико, откуда вылетел в 7 часов утра, в Монтеррей, а всего на его борту находились 72 пассажира и 7 членов экипажа. Полёт до Монтеррея прошёл без отклонений и вскоре экипаж начал выполнять снижение с вертикальной скоростью 1500—1600 футов/мин (460—490 м/мин) и воздушной 250 узлов. Также была установлена связь с диспетчером взлёта и посадки с докладом о снижении к аэропорту, после чего была запрошена информация о погоде и других самолётах в районе аэропорта. В ответ диспетчер передал, что в зоне аэропорта других воздушных судов нет, а над аэропортом стоит облачность с нижней границей 500 футов (150 м), дымка и идёт небольшой дождь. Получение информации было подтверждено, а после пилоты спросили, работает ли радиомаяк Сиенега-де-Флорес, но ответ был отрицательным, так как на нём отсутствовало электропитание. Тогда с рейса 704 доложили, что они почему-то получают сигнал, похожий на сигнал от этого радиомаяка. Затем экипаж доложил, что видит аэропорт и начинает выполнять снижение. Это было последнее радиосообщение с борта XA-SEL.
Через некоторое время на удалении 23 километра к северо-западу от аэропорта авиалайнер врезался в покрытый лесом склон гор Фраиле (исп. Cerro del Fraile) высотой 6000 футов (1800 м) и полностью разрушился. Все 79 человек на борту погибли, что на тот момент делало катастрофу рейса 704 крупнейшей по масштабам авиакатастрофой в стране.

## Известные пассажиры
- Теннисист-любитель Рафаэль Осуна Эррера
- Политик Карлос Мадрасо

## Расследование
Как было определено, самолёт следовал на радиомаяк Монтеррея, после чего, в соответствии со схемой подхода, выполнил правый поворот. Далее по схеме следовало выполнить левый поворот, однако вместо этого лайнер продолжал длительное время снижаться по курсу 260°, уклоняясь при этом вправо от схемы подхода. Лишь в конце снижения был начат медленный поворот влево, во время которого летящий по курсу 232° «Боинг» врезался в горы. Командир самолёта считался опытным пилотом, который хорошо знал этот район и должен был понимать, что, снижаясь на запад, он направлялся прямо на горы. Но причину такого отклонения следователи определить не смогли, так как на речевом самописце отсутствовали последние несколько минут записи. Также не удалось определить, сигнал от какого радиомаяка ловил экипаж, ведь радиомаяк аэропорта в тот момент перестал работать из-за потери электропитания.
Так как на борту был известный мексиканский политик Карлос Мадрасо, то существуют гипотезы и о политическом убийстве, опровергнуть или доказать которые, однако, невозможно из-за недостаточности улик.